# CETN3
CETN3 (англ. Centrin 3) – білок, який кодується однойменним геном, розташованим у людей на короткому плечі 5-ї хромосоми.  Довжина поліпептидного ланцюга білка становить 167 амінокислот, а молекулярна маса — 19 550.
| 10         |  | 20         |  | 30         |  | 40         |  | 50         |
| ---------- |  | ---------- |  | ---------- |  | ---------- |  | ---------- |
| MSLALRSELV |  | VDKTKRKKRR |  | ELSEEQKQEI |  | KDAFELFDTD |  | KDEAIDYHEL |
| KVAMRALGFD |  | VKKADVLKIL |  | KDYDREATGK |  | ITFEDFNEVV |  | TDWILERDPH |
| EEILKAFKLF |  | DDDDSGKISL |  | RNLRRVAREL |  | GENMSDEELR |  | AMIEEFDKDG |
| DGEINQEEFI |  | AIMTGDI    |  |            |  |            |  |            |

A: Аланін

D: Аспарагінова кислота

E: Глутамінова кислота

F: Фенілаланін

G: Гліцин

H: Гістидин

I: Ізолейцин

K: Лізин

L: Лейцин

M: Метіонін

N: Аспарагін

P: Пролін

Q: Глутамін

R: Аргінін

S: Серин

T: Треонін

V: Валін

W: Триптофан

Кодований геном білок за функцією належить до фосфопротеїнів. 
Задіяний у таких біологічних процесах як клітинний цикл, поділ клітини, мітоз, поліморфізм. 
Білок має сайт для зв'язування з іонами металів, іоном кальцію. 
Локалізований у цитоплазмі, цитоскелеті, ядрі.